# Histoire de Melody Nelson
Histoire de Melody Nelson – album koncepcyjny francuskiego muzyka Serge’a Gainsbourga z 1971 roku. Reedycję wydano w 2009. Istotną rolę przy nagrywaniu płyty odegrał Jean-Claude Vannier, odpowiedzialny za aranżacje orkiestry. Ich ciągłość i jedność daje wrażenie raczej jednej, 28-minutowej piosenki aniżeli albumu.
Utwory z płyty coverowali m.in. Placebo, Portishead i Mick Harvey, znany członek Nick Cave and the Bad Seeds.

## Tło
Album opowiada historię Gainsbourga w średnim wieku, który zderza się, jadąc swoim Rolls Roycem, z tytułową Melody Nelson, będącą jeszcze w młodym wieku. Między dwójką nawiązuje się romans, jednak Melody umiera w katastrofie lotniczej.

## Odbiór
Strona Pitchfork Media umieściła płytę na 21. miejscu listy najlepszych albumów lat 70. Francuska edycja „Rolling Stone” nazwała płytę 4. najlepszą rockową, pochodzącą z Francji.

## Lista utworów
Wszystkie utwory napisane przez Gainsbourga, wyjątki w nawiasach.
| 1. | „Melody”                                                                   | 7:32  |
|    |                                                                            |       |
| 2. | „Ballade de Melody Nelson” (Music by Serge Gainsbourg/Jean-Claude Vannier) | 2:00  |
|    |                                                                            |       |
| 3. | „Valse de Melody”                                                          | 1:31  |
|    |                                                                            |       |
| 4. | „Ah! Melody” (Music by Serge Gainsbourg/Jean-Claude Vannier)               | 1:47  |
|    |                                                                            |       |
| 5. | „L’hôtel particulier”                                                      | 4:05  |
|    |                                                                            |       |
| 6. | „En Melody” (Music by Serge Gainsbourg/Jean-Claude Vannier)                | 3:25  |
|    |                                                                            |       |
| 7. | „Cargo culte”                                                              | 7:37  |
|    |                                                                            |       |
|    |                                                                            | 27:57 |
|    |                                                                            |       |

## Personel
- Alan Parker – gitara
- Dave Richmond – bas
- Dougie Wright – perkusja
- Jean-Claude Vannier – aranżacje, orkiestr
- Jane Birkin – część wokali